# Sybra parvula
Sybra parvula là một loài bọ cánh cứng trong họ Cerambycidae.